# Benoît Joseph Holvoet
Benoît Joseph Holvoet, né le 27 février 1763 à Dadizeele et mort le 24 janvier 1838 à Malines, est une personnalité politique.

## Biographie
Benoît Joseph Holvoet naît le 27 février 1763 à Dadizeele.
Il est conseiller pensionnaire de la ville d'Ostende sous le gouvernement autrichien ; conseiller de préfecture au département de la Lys, maître des requêtes au conseil d'État, gouverneur du Brabant méridional, puis de la Flandre occidentale, membre de la première chambre des États généraux, chevalier de l'ordre de la Réunion, commandeur de l'ordre du Lion néerlandais, sous le régime hollandais.
Il est anobli par lettres patentes du 3 juillet 1823.
Le 19 juin 1797 il épouse Thérèse Govaert (morte le 26 avril 1847 à Louvain), avec qui il a neuf enfants, à savoir:
1. Camille Isabelle Jeanne, née le 2 décembre 1797 à Bruges et morte le 26 août 1800[2]
2. Charles Jacques Eloi[2]
3. Camille Isabelle Jeanne, née le 16 août 1801, elle épouse à Malines en 1829, Charles Berghmans, juge au tribunal de première instance à Bruxelles[2]
4. Auguste Eugène Benoît van Holvoet, né le 21 septembre 1803 à Bruges, mort sans alliance, à Courtrai, le 17 avril 1842[3]
5. Benoît Jean Marie Holvoet, né le 4 août 1805 à Bruges, officier de hussards, mort à Java[3]
6. Herminie Marie Louise, née le 14 juillet 1807 à Bruges, épouse en 1837 Prosper Poullet, procureur du roi près le tribunal de première instance de Louvain[3]
7. Lamoral Louis Ernest Holvoet, né le 27 mars 1809 à Bruges, épouse à Dixmude le 17 juillet 1835, Marie Julie Dautricourt, dont six enfants[3]
8. Amaury Théodore Holvoet, né le 9 septembre 1810 à Bruges, épouse en 1838 à Namur, Adeline Ancheval[3]
9. Waléric Henri Hubert Holvoet, né le 31 juillet 1812, épouse à Bruxelles en 1848, Julie Berghmans[3]

Il meurt le 24 janvier 1838 à Malines.

## Distinctions
- Commandeur de l'ordre du Lion néerlandais